# Adōnis Geōrgiadīs
Spyridon-Adonis Georgiadis (in greco Σπυρίδων Άδωνις Γεωργιάδης?; Atene, 6 Novembre 1972) è un politico greco vicepresidente di Nuova Democrazia dal 2016 e ministro della Salute dal 2024 nel governo di Kyriakos Mītsotakīs.

## Biografia
Ha studiato presso il Dipartimento di Storia e Archeologia della Facoltà di Filosofia dell'Università Nazionale Capodistriana di Atene, dove si è laureato nel 2003.  Dopo la morte dei suoi genitori, nel 1993 ha assunto la co-gestione dell'azienda editoriale di famiglia. Ha iniziato a promuovere i libri delle edizioni "Georgiadis - Biblioteca dei Greci" attraverso televendite, collaborando con vari canali televisivi negli anni '90, grazie alle quali è diventato noto al grande pubblico. 

Nel 2003 aderì al partito di Georgios Karatzaferis, LA.O.S., con il quale fu eletto deputato per la prima volta alle elezioni nazionali del 2007. Nel 2009 sposò in seconde nozze Eugenia Manolidou. Alle elezioni amministrative del 2010 si candidò come governatore dell'Attica, sostenuto da LA.O.S., ma si classificò quinto. Nel governo di Lucas Papademos, in cui LA.O.S. era rappresentato, Georgiadis, uno dei membri più in vista del partito, fu nominato sottosegretario al Ministero dello Sviluppo con delega agli affari marittimi , proponendo la legge per l'abolizione del cabotaggio, con risultati modesti. 
Nel febbraio 2012 Georgiadis entrò in disaccordo con LA.O.S. e votò in Parlamento a favore dell'accordo di prestito del secondo Memorandum, venendo espulso dal partito e aderendo quasi immediatamente a Nuova Democrazia. Nelle elezioni successive si candidò come deputato con Nuova Democrazia e nel 2013 assunse l'incarico di Ministro della Salute per un anno (2013-2014). Con la sconfitta di Nuova Democrazia alle elezioni parlamentari del 2015 e le dimissioni di Antōnīs Samaras dalla presidenza, Georgiadis si candidò alla guida del partito, ma si classificò quarto con 46 065 voti.  

Nel 2016 fu nominato Vicepresidente del partito (insieme a Kostis Hatzidakis), con responsabilità per il gruppo parlamentare. È stato Ministro dello Sviluppo e degli Investimenti nel primo governo Mitsotakis dal 2019 al 2023. È stato Ministro del Lavoro e della Previdenza Sociale da giugno 2023 a gennaio 2024.
Georgiadis appare spesso in programmi televisivi. È considerato, insieme a Thanos Plevrīs e Makīs Voridīs, un esponente delle posizioni della destra populista o estrema all'interno di Nuova Democrazia, rappresentando una parte significativa del partito. Egli si autodefinisce un liberale di destra. È stato criticato per antisemitismo, principalmente a causa della promozione in passato di un libro antisemita e filonazista di Konstantinos Plevris.  Nel gennaio 2017, in occasione della Giorno della Memoria, si è scusato pubblicamente per aver tollerato le opinioni di persone che mostravano mancanza di rispetto verso gli ebrei greci, per aver sostenuto e promosso il libro antisemita di Konstantinos Plevris “Ebrei: Tutta la verità” e per i suoi rapporti amichevoli con lui.
È stato indagato dal 2018 per presunta corruzione legata a Novartis , ma l'inchiesta è stata archiviata nel 2022. 

## Nota
1. ↑  Il caso Novartis riguarda l'indagine delle autorità giudiziarie e regolatorie greche e statunitensi sul presunto pagamento di tangenti a politici, funzionari pubblici e medici del sistema sanitario nazionale in Grecia da parte della multinazionale farmaceutica Novartis, a vantaggio dei suoi interessi. [8]